# Inermonephtys inermis
Inermonephtys inermis är en ringmaskart som först beskrevs av Ehlers 1887.  Inermonephtys inermis ingår i släktet Inermonephtys och familjen Nephtyidae. Inga underarter finns listade i Catalogue of Life.